# Ruandai népirtás

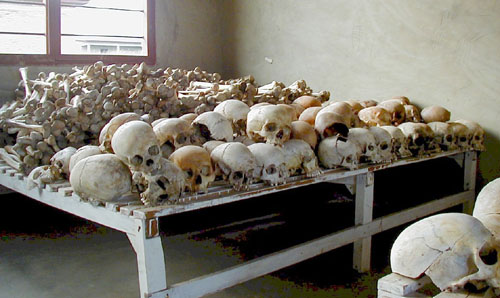
Az áldozatok koponyáin vágások és az erőszak egyéb jelei láthatók

A ruandai népirtás ruandaiak százezreinek szervezett legyilkolása volt 1994-ben. A népirtást főleg két hutu milícia, az Interahamwe és a Impuzamugambi követte el körülbelül 100 nap alatt, 1994. április 6-ától július közepéig. Legalább 500 000 tuszi és több százezres nagyságrendű mérsékelt hutu vesztette életét. Becslések szerint a halottak száma 800 000–1 000 000 között volt (ennek zöme tuszi).
A leggyakrabban véres etnikai konfliktusnak tekintik, melyben a többségben levő hutu milíciák a hutu többségű kormánnyal karöltve etnikai tisztogatást hajtottak végre a kisebbségben levő, de hagyományosan vezető szerepet betöltő tuszikkal és a mérsékelt, a népirtással egyet nem értő hutukkal szemben. A népirtást erős felbujtó propaganda előzte meg, amelyből kivették részüket a rádióállomások és az újságok is. A népirtásra vonatkozó figyelmeztető jelek ellenére az Egyesült Nemzetek Szervezete passzív maradt, és a vezető hatalmak sem avatkoztak be. Emiatt sokan bírálták az ENSZ alapelveit, illetve ezek kidolgozóit, és különösen az ENSZ BT tagjait, közöttük főleg a Bill Clinton által vezetett Egyesült Államokat mint egyedüli szuperhatalmat.

## A népirtás előzményei

### Események Burundiban
Ruanda helyzetére nagy befolyása volt a Burundiban uralkodó állapotoknak. Mindkét ország lakosságának többsége hutu, de Burundiban évtizedeken át tuszi kormányzat volt, katonai támogatással. A hutuk és tuszik rokon népcsoport és mind ruandai rundi nyelvet beszélnek, amely a bantu nyelvek csoportjába tartozik. A hutuk ugyanakkor kétnyelvűségben vannak a franciával. A tuszik bár beszélnek franciául, az angol nyelvet is használják.
Rwagasore meggyilkolása után az ő UPRONA pártja kettészakadt egy tuszi és egy hutu frakcióra. A tuszi miniszterelnököt a király nevezte ki, de 1963 után arra kényszerült, hogy egy hutut, Pierre Ngendandumwét nevezzen ki miniszterelnöknek, a hutuk elégedetlenségének leszerelésére. A függetlenség utáni első választásokon, 1965-ben, Ngendandumwe lett a megválasztott miniszterelnök. Rögtön ezután tuszi szélsőségesek meggyilkolták. Utódja egy másik hutu volt, Joseph Bamina.
A néhány hónappal később megtartott parlamenti választásokon a 33 képviselői helyből 23-at szereztek meg a hutuk, de a király érvénytelenítette az eredményt. Baminát szintén meggyilkolták, és a tuszi király személyi titkárát, Leopold Bihát nevezte ki miniszterelnöknek. Ennek a következménye egy hutu puccs lett a király ellen, akinek menekülnie kellett az országból. Biha is megsebesült, de túlélte. A Michel Micombero által vezetett, tuszik dominálta hadsereg brutálisan válaszolt: csaknem minden hutu politikust megöltek. Micombero vette át a kormányt, és néhány hónappal később letette a tuszi királyt (az előző király fiát), és támadással fenyegette meg Ruandát. Ez a katonai diktatúra még további 27 éven keresztül fennállt Burundiban, egészen az 1993-as szabad választásokig.
1965-től 1972-ig Burundiban szórványos erőszakos akciók voltak a hutuk és a tuszik között. 1969-ben a tuszi katonaság tisztogatást tartott a hutuk között. 1972-ben egy helyi hutu lázadás után a tuszik által dominált burundi hadsereg a hutuk elleni legnagyobb népirtást hajtotta végre Burundiban, közel 200 000 ember meghalt. Az erőszak hulláma újabb hutu menekülthullámot indított el a határon keresztül Ruandába. A térségben nagy számban éltek hutu és tuszi menekültek, a feszültség folytatódott.
1988-ban a tuszik ellen irányuló hutu erőszak Észak-Burundiban ismét feléledt, válaszul a tuszi hadsereg lemészárolt 20 000 hutut. Ismét hutuk ezrei kényszerültek menekülni Tanzániába és Kongóba.

### Az ugandai helyzet
1986-ban Yoweri Museveni gerillái megdöntötték Milton Obote diktátor hatalmát, és átvették Uganda irányítását. Sok Ugandában élő ruandai tuszi menekült lett az ugandai hadsereg tagja, és vett részt a harcokban.
1986-ban Paul Kagame, az 1959-es ruandai mészárlások elől Ugandába menekült tuszi szülők gyereke, aki Museveni hadseregének katonai felderítését vezette, megalapította a Ruandai Hazafias Frontot (RPF), amelynek fegyveres ereje a Ruandai Hazafias Hadsereg (RPA) lett. (Kagame katonai kiképzést az Amerikai Egyesült Államokban kapott.) Kagame társa, Fred Rwigema megkezdte az RPA felkészítését egy Ugandából kiinduló Ruanda elleni támadásra. Az RPA-t erősítette, hogy sok, az ugandai hadseregben szolgáló tuszi a harcok befejezése után leszerelt, és csatlakozott az RPA-hoz.
1990-ben az RPA megkezdte a beütéséket Ugandából Ruanda ellen. 1991-ben az RPF egy propaganda rádióállomást indított, amely Ugandából sugárzott. Habyarimana kormánya szintén egy propaganda célú rádióállomást (RTLM – Radio Télévision Libre des Mille Collines) állított fel, amely tusziellenes propagandát folytatott, és a tuszik elleni pogromra uszított, azzal az indokkal, hogy meg akarják előzni a hutuk ismételt rabszolgasorsba taszítását.

### Az arushai kiegyezés
Hároméves harc és többszöri tűzszünet után a kormány és az RPF 1993-ban aláírta a végső tűzszünetet, ez volt az arushai megállapodás. Ennek rendelkezései alapján a felek osztoztak a kormányhatalomban. Egyik oldal se szándékozott betartani ezt az egyezményt, a két oldal közötti harcok hevessége nem csökkent. Théoneste Bagosora, a ruandai védelmi miniszter kabinetfőnöke (akit a nemzetközi bíróság 2008-ban népirtásért elítélt), tanúvallomások szerint Arushát elhagyva kijelentette, hogy megy „előkészíteni az apokalipszist”. A megállapodás aláírása előtt, sőt utána is kb. másfél millió civil hagyta el otthonát.
A helyzetet tovább élezte, hogy 1993 októberében az első megválasztott burundi elnököt, a hutu Melchior Ndadayét a burundi tuszik által dominált hadsereg meggyilkolta. Ekkor Burundiban heves harc tört ki a tuszik és a hutuk között, amelyet a hadsereg tömeggyilkosságai követtek, tízezrek haltak meg a konfliktusban, hutuk és tuszik egyaránt. Ez a konfliktus a határon keresztül átcsapott Ruandára, és az arushai egyezmény gyors összeomlását okozta. A tuszi-hutu gyűlölet újult erővel lángolt fel. Bár az Egyesült Nemzetek Szervezete békefenntartó csapatokat küldött (UNAMIR), de ezek a rossz felszereltség és a vezetési hibák miatt majdnem hatástalanok voltak a két országban dúló polgárháború közepette.

### A szikra
1994. április 4-én Juvénal Habyarimana, Ruanda hutu elnöke először a zairei Kinshasába repült, ahol tárgyalásokat folytatott Mobutu Sese Seko elnökkel, majd onnan a tanzániai Dar es-Salaamba , hogy egy regionális csúcsértekezleten vegyen részt. Mobutu figyelmeztette a ruandai elnököt, hogy részben a francia titkosszolgálattól származó információk szerint életére törnek. Habyarimana ennek ellenére elment a dar-es-salaam-i találkozóra, de amikor április 6-án hazafelé indult, elfogadta a franciák ajánlatát, és a saját elnöki repülőgépe helyett egy francia katonai repülőgépre szállt fel, hogy visszatérjen Kigaliba. Vele utazott Cyprien Ntaryamira, Burundi hutu elnöke. A kigali repülőtér felett a gépet két, vállról indított rakétával lelőtték. Az elkövetők kiléte máig nem tisztázódott; a konfliktusban részt vevő felek azóta is egymást vádolják a merénylet elkövetésével. Mivel Kigali ekkor alapvetően hutu ellenőrzés alatt állt, s a friss megállapodás keretében érkezett RPF katonák csak a parlament területén állomásoztak az UNAMIR és a kormányhadsereg felügyelete mellett, nagyobb a valószínűsége, hogy a gépet radikális hutuk lőtték le a Masaka-dombról. Az igazság kiderítését ugyanakkor nagyban nehezíti, hogy alig van szemtanú, mert a merénylet után az elkövetők a környéket gépfegyverrel megtisztították.

## A népirtás
A két elnököt szállító repülőgép lelövése után Ruandában elszabadult a pokol. A katonaság és az Interahamwe milícia elkezdett úttorlaszokat építeni és razziázni. Az elnöki gárda emberei meggyilkolták a mérsékelt hutu Agathe Uwilingiyimana ügyvivő miniszterelnökasszonyt (aki a rádión keresztül akart nyugalomra felszólítani), hogy az ne vehesse át az ország irányítását. A miniszterelnökasszony mellett agyonlőtték annak férjét, az alkotmánybíróság elnökét, és a kormány 4 miniszterét. Az Agathe Uwilingiyimana védelmét ellátó 15 ENSZ-katonát lefegyverezték, közülük 5 ghanait elengedtek, a 10 belga katonát a ruandai elnöki gárda katonái kegyetlenül megcsonkították, majd megölték. Az ezt követő hetekben az RTLM rádió folyamatosan sorolta a mérsékelt hutu és tuszi politikusok, közéleti személyiségek nevét és címét, ezzel is tippeket adva a gyilkosoknak.

Az elkövetkező napokban elkezdődött a tuszik és a mérsékelt hutuk mészárlása. Az előre kidolgozottság mellett szól, hogy 1993 januárja és 1994 márciusa között Ruanda több mint 500 000 bozótvágó kést (machetét) importált, kétszer annyit, mint az előző években. A kések és lőfegyverek szétosztásáról a hutu Interahamwe és Impuzamugambi milicistái gondoskodtak.
A csecsemőknél nem vették a fáradságot, hogy annak rendje s módja szerint levágják őket. Gyorsabb volt csak úgy odacsapni őket a falhoz, vagy élve messzire hajítani a hullahegy tetejére...

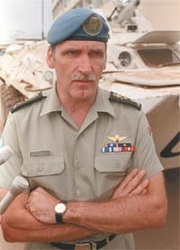
Roméo Dallaire tábornok Az UNAMIR parancsnoka 275 katonával maradt a polgárháború poklában

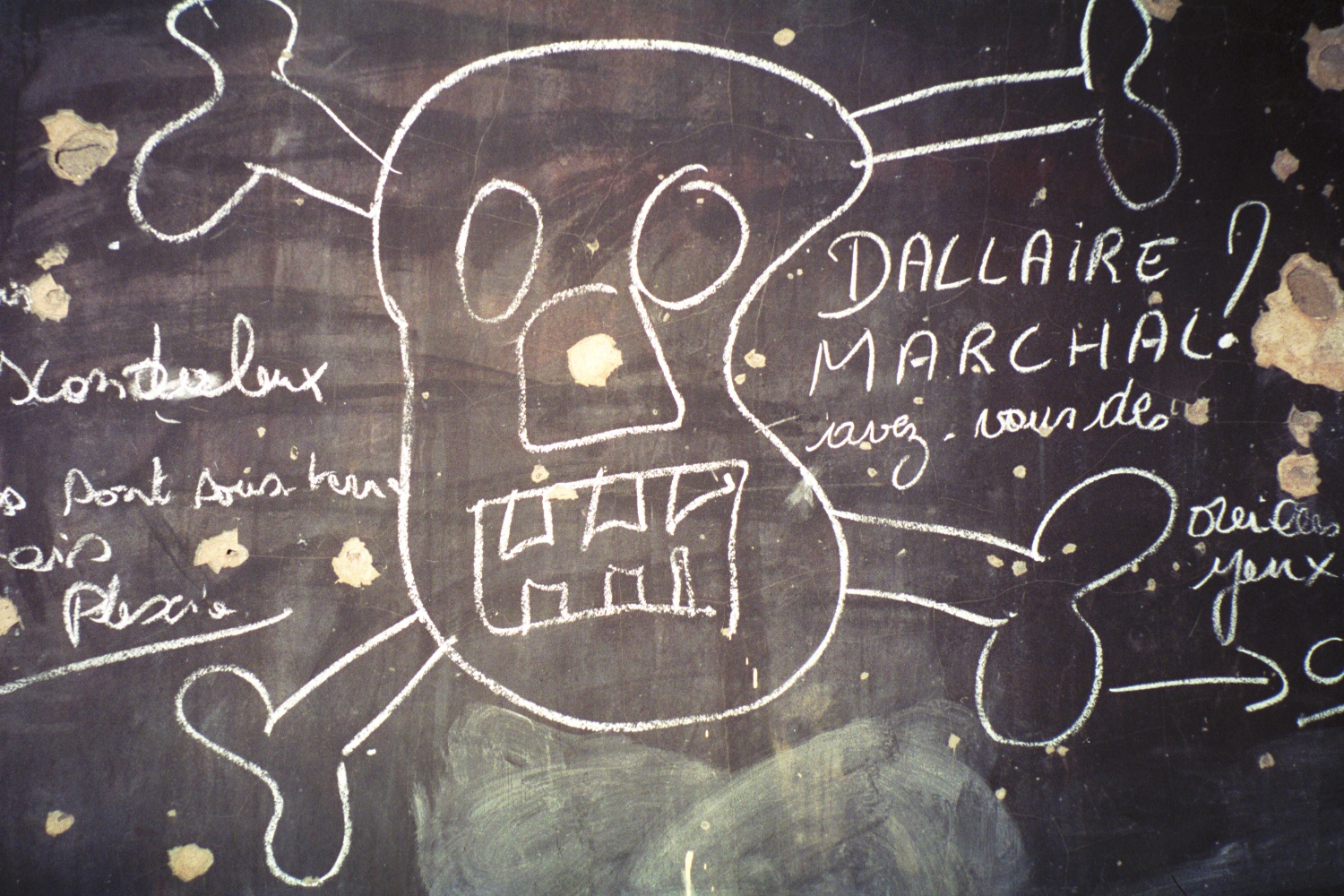
Korabeli krétarajz egy kigali iskolában. A halálfej mellett ENSZ-katonatisztek nevei olvashatók.

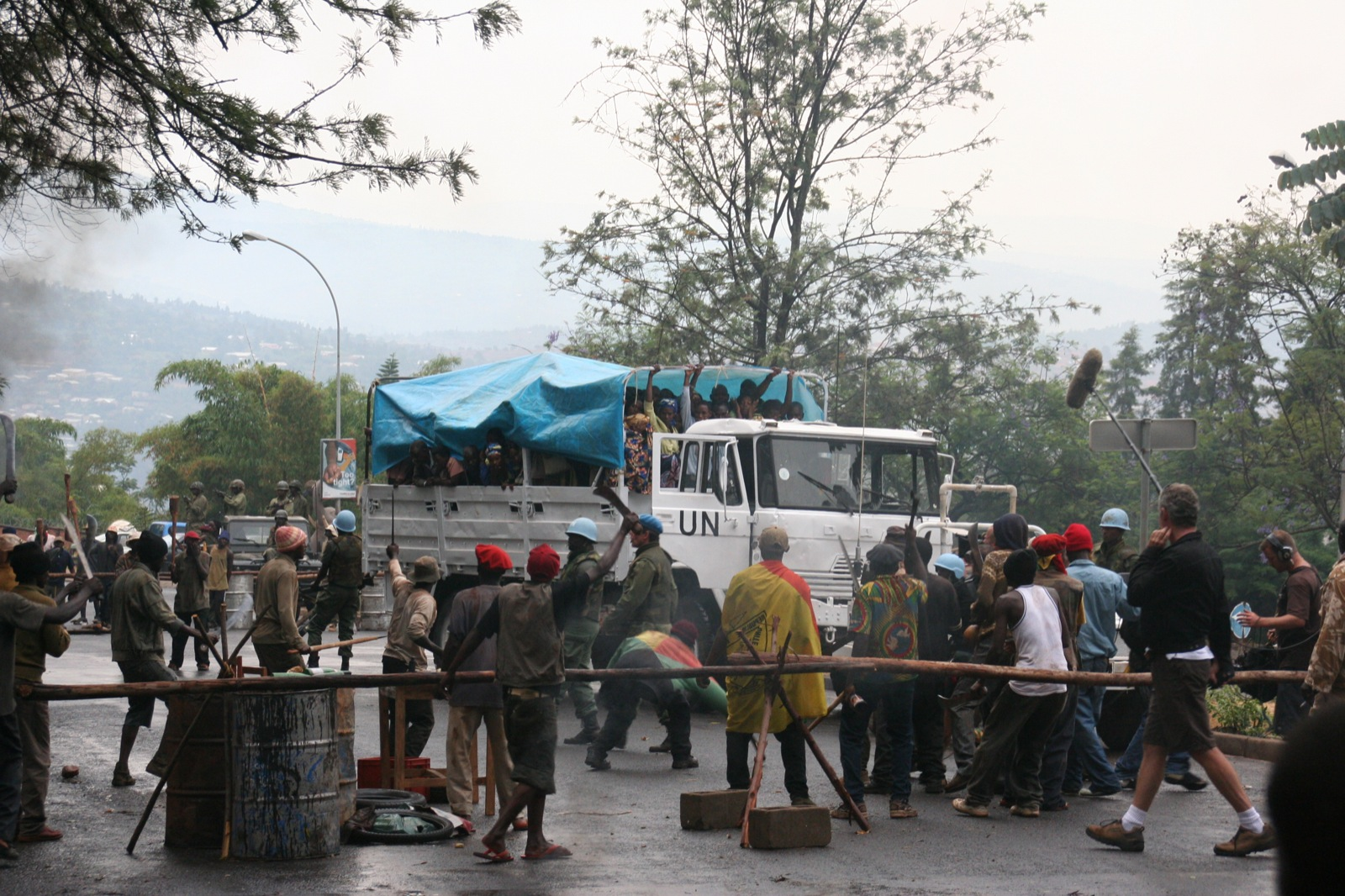
Dallaire tábornok emberei tuszikat próbálnak megmenteni: az előtérben őrjöngő, felfegyverzett hutu milícia.

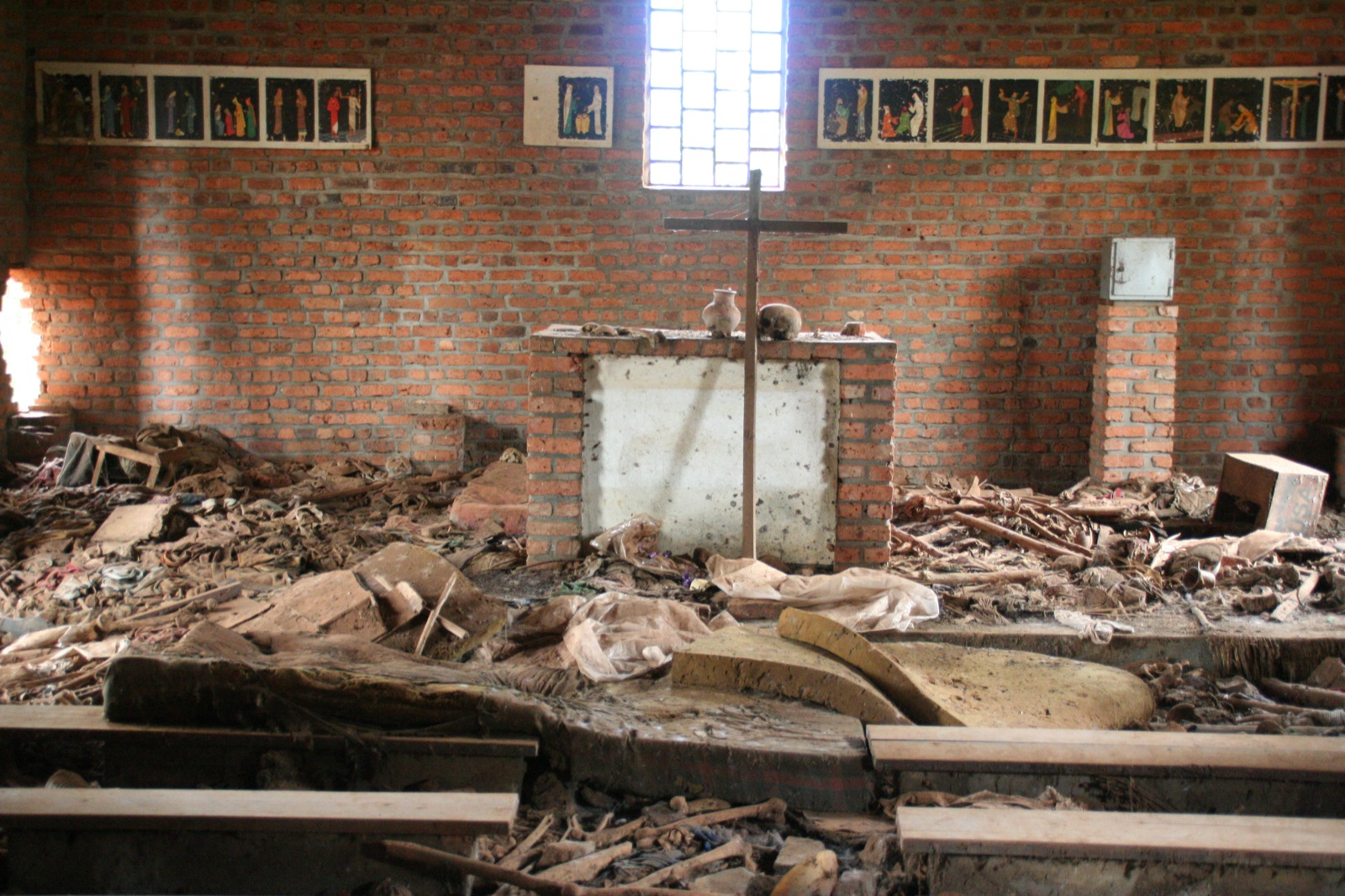
A ntramai templomban elkövetett mészárlás áldozatainak földi maradványa: mintegy 5000 halott.

Az ENSZ Biztonsági Tanácsa két héttel a háború kirobbanása után békefenntartói 90%-át hazarendelte. Roméo Antonius Dallaire tábornok alig 275 katonával maradt, de parancsot kapott, hogy ne avatkozzon be a konfliktusba.
Ahogy az erőszak fokozódott, sok nemzet kimenekítette az állampolgárait Kigaliból, és bezárta nagykövetségét. A nemzeti rádió otthonmaradásra szólította fel a lakosságot; a kormány által finanszírozott RTLM rádió maró támadásokat intézett a tuszik és a mérsékelt hutuk ellen. A gyűlölködő adásokban a tuszikat patkányokhoz és férgekhez hasonlították, s kereken kijelentették, hogy az egész tuszi népet ki fogják irtani a föld színéről.
Kigaliban és vidéken a milicisták úttorlaszok százait állították fel. Dallaire tábornok és az UNAMIR – amelynek katonái a tuszikat kísérték és védték Kigaliban – képtelenek volt bármit is tenni, így az erőszak továbbterjedt, és ráadásul őket is elkezdték támadni az RTLM-en keresztül.
Tudom, hogy van Isten, mert Ruandában kezet fogtam az ördöggel. Láttam, éreztem, megérintettem. Tudom, hogy az ördög létezik és ezért tudom, hogy van Isten.
A gyilkolás gyorsan átcsapott az egész országra. Az egyik ilyen mészárlás Nyarubuyeben történt. A tisztviselők és az RTLM még az egyszerű civileket is felszólították, hogy öljék meg tuszi szomszédaikat. Akik nem voltak erre hajlandók, azokat a legtöbb esetben szintén megölték. „Vagy részt vettél a mészárlásban, vagy téged mészároltak le.” – emlékezett vissza egy hutu, akit gyilkosságra kényszerítettek. Egy hutu gazda Gitera Rwamuhizi, aki maga is belekeveredett a népirtásba, elmondta, hogy a tuszikat jöttmentekként kezelték, akik állítólag Egyiptomból telepedtek ide és évszázadokig megalázták, rabszolgának tartották a hutukat. Az öldöklés napján úgy mentek ölni a többi hutuval, mintha csak piacra mennének. A vérfürdő Rwamuhizi szerint annyira tébolyult volt, hogy azt a hutuk minden kontroll és józan ész nélkül hajtották végre, őrült extázisban vergődve. Hogy egyesek végrehajtsák a feladatukat, leitták magukat, vagy egyéb bódítószert használtak. Egy Vöröskereszt jelentés alapján az első két hétben 100 ezer embert irtottak ki.
Még az elnök pártja, az MRND, maga is belekeveredett a népirtás szervezésébe, s céljuk volt a lehető legtöbb embert megölni. Számos félkatonai egységet hoztak létre a népirtás előtt is, de nem vetették be őket egyszerre. Ezeket a milicistákat kizárólag ölésre készítették fel, általában csak olyasmiket tanítottak meg nekik, hogyan végezhetnek biztosan egy emberrel. Amikor a felkelő tuszi hadsereg jelentősen előrenyomult, további milíciákat vetettek be és újabb gyilkoló bandák szervezésébe fogtak (még a kisgyerekeket is besorozták!), hogy növeljék a mészárlás intenzitását.
A legtöbb áldozatot a saját falujában vagy városában ölték meg, gyakran maguk a szomszédok vagy a helybeliek. A legtöbb gyilkosságot machetével követték el (ugyanilyen módszerrel gyilkoltak meg haitiakat is az 1937-es ún. petrezselyem-mészárláskor a Dominikai Köztársaságban), de a fegyveres egységek tűzfegyvereket, sőt buldózereket is bevetettek. Néhány faluban az áldozatokat bekényszerítették vagy becsalták a templomba vagy iskolába, ahol aztán szervezetten felkoncolták őket. 1994 júniusába például 3000 tuszi Kivumu katolikus templomában keresett menedéket. A helyi Interahamwe a rendőrségtől kapott buldózerekkel rombolta le a templomot. A menekülni próbáló embereket machetékkel ölték meg.
A Nemzetközi Vöröskereszt emberei, akik az országban végig ott voltak, szinte minden útfélen találtak holttesteket. Az ő dolguk sem volt egyszerű – így például, amikor sebesülteket szállítottak, a hutu katonák feltartóztatták a kocsikat, és a sebesülteket is meggyilkolták. A Vöröskereszt emberei az eseteket Genfben jelentették, és ők adtak hírt a népirtásról szerte a világon. Emiatt a hutuk kissé megrettentek, és nem mertek kezet emelni a Vöröskereszt embereire. A helyzet súlyosságát mutatja, hogy a szervezetnek nem egy orvosa és ápolója kapott idegösszeomlást, de a Vöröskereszt végül kb. 60 ezer embert megmentett. A helyben maradt ENSZ-katonáknak is sikerült néhány száz ember életét megóvniuk: gyakran fegyver nélkül, puszta jelenlétükkel késztették meghátrálásra a bandákat, mások az ENSZ főhadiszállásán bújtattak embereket. Dallaire tábornok szintén kidolgozott egy tervet, amellyel még több ezer ember életét menthették volna meg: a stadionokban kívánt óvóhelyeket létrehozni, melyek építettségüknél fogva jól védhetőek, de ehhez nem volt elegendő fegyveres ereje.
Sok embert nem öltek meg azonnal, egyszerűen csak súlyosan megsebesítették, majd mozgásképtelenül magára hagyták, hogy kínok közt pusztuljon el. Holttesteket hajigáltak bele a folyókba, vízgyűjtőkbe, tavakba, patakokba, amelyek felszínén jól láthatóan éktelenkedtek. A halottakat a gyilkosoknak eszük ágában sem volt eltemetni, a meleg éghajlaton az oszló tetemek járvánnyal fenyegettek.
A halottak tetemei hosszú ideig tarkították a ruandai tájakat, időbe tellett elszállításuk és eltemetésük. Fergal Keane, a BBC riportere, az eseményeket követően elment az egyik tömegmészárlás helyére. A településen és annak templomában egymás mellett hevertek az áldozatok mumifikálódott holttestei, ill. csontvázai, s a környéket iszonyatos hullabűz járta át.
A népirtás tetőfokán Kigaliban teljesen összeomlott a rend, eluralkodott az anarchia és a káosz: a gyilkosok fosztogatásba fogtak, elrabolták az elmenekült európaiak és a meggyilkolt, vagy elűzött tuszik értékeit. A rendőri és katonai erők nem tettek lépést a közrend fenntartása érdekében, mivel ők is a népirtással voltak elfoglalva.
A vérengzéseket túlélők között is igen sok volt, aki súlyos kínzásokat élt át, megcsonkították, vagy más maradandó sérülést szerzett. Igen sok volt a gyermekáldozat is. A népirtók rendkívül kegyetlen eszközöket vetettek be, nemcsak bozótvágókkal, késekkel, vagy lőfegyverekkel öltek: embereket égettek meg, csonkítottak, vagy erőszakoltak meg, eszközeik között számos bestiális dolog volt.

## A nemzetközi szervezetek tétlensége

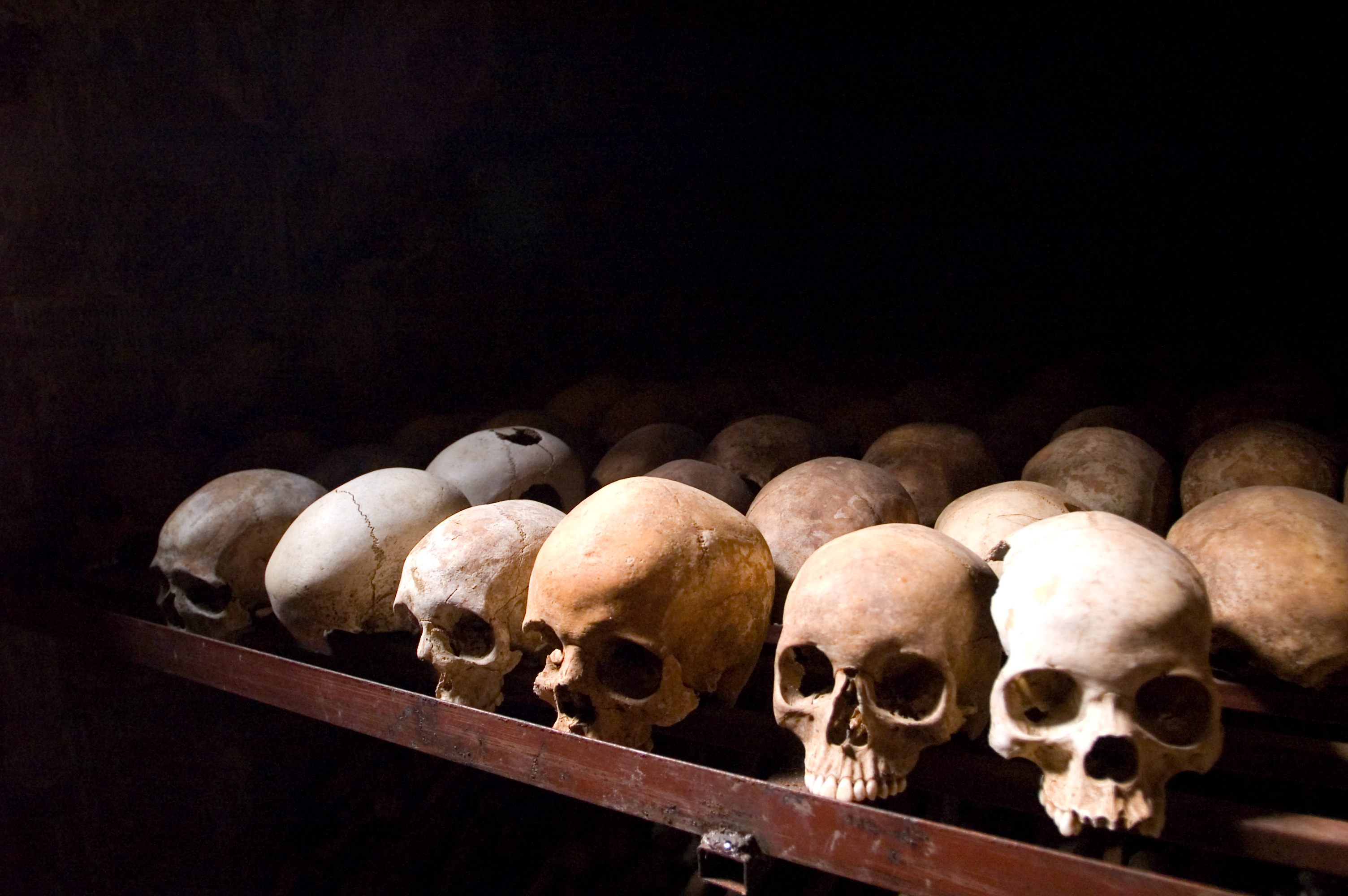
Nyamata Memorial, Ruanda

Az ENSZ tagállamai elutasították az UNAMIR kérését, hogy növeljék meg létszámukat, és adjanak több pénzt a műveleteikre, sőt az összes békefenntartót ki akarták vonni az országból. Csupán Dallaire tábornok tiltakozásának volt köszönhető, hogy végül is egy radikálisan továbbcsökkentett létszámú békefenntartó sereg, önkéntes alapon, engedélyt kapott, hogy továbbra is a térségben maradjon.
Monique Mujawamariya ruandai emberjogi aktivista szörnyű megpróbáltatások után kijutott az Egyesült Államokba, ahol az amerikai kormánynak igyekezett beszámolni a vérfürdőkről. Mujawamariya szinte süket fülekre talált, sőt egy afrikai ügyekkel foglalkozó parlamenti képviselő egyenesen elmondta neki, hogy az amerikaiak egyetlen katonájuk életét sem fogják kockáztatni, mert Ruanda nem az érdekeltségi területük.
Az ENSZ BT-ben nem sikerült elérni, hogy a békefenntartó misszió átalakuljon békét teremtő küldetéssé és általában csak azzal foglalkoztak mennyi ENSZ katonát kell kivonni az országból. Végül csak egy jelképes erőt (450 embert) képviselő kis egység maradt az országban, ami csak nézelődhetett a népirtásban. A tuszi hadsereget vezető Kagame ezredesnek (aki ténylegesen is tett a népirtás megfékezéséért) az ENSZ ráadásul megpróbált visszavonulót parancsolni, melyre Kagame, tuszi lévén nem volt hajlandó. A népirtás harmadik hónapjában a francia kormány csapatokat vetett be Ruanda nyugati részén az Opération Turquise keretében, de csak a külföldi állampolgárok evakuálására voltak képesek, és bizonyos esetekben még az általuk megszállt zónában is folytatódott a népirtás. Az Ugandából betörő tuszi Ruandai Hazafias Hadsereg (RPA) katonái elől a népirtásban részt vett hutu hadsereg és közigazgatás a franciák által ellenőrzött zónába menekült. Magukkal vitték a nemzeti rádióállomás berendezéseit is, amely mostantól innen sugározta uszító adásait. Az Egyesült Államok logisztikai támogatást ajánlott fel és hosszas viták után megszavazták, hogy 5000 ENSZ katonát vezényeljenek Ruandába, amely igen lassan haladt, mivel a műveletek finanszírozását is külön kellett megvitatni, ami hónapokba telt. Tony Marley katonai tanácsadó azt javasolta, hogy az amerikai hadsereg nagy teljesítményű rádióival zavarja a népirtásra uszító rádióadásokat, de ezt nem hajtották végre, mert jogi vélemények szerint ellentétben állna az amerikai alkotmány azon elvével, amely minden körülmények között biztosítja a sajtószabadságot.
Ismert hutu háborús bűnösök tudtak megszökni az RPF elől a franciák ellenőrizte övezeten keresztül. A franciák mindig is gyanakodva szemlélték az Ugandából (angol kulturális hagyományokkal rendelkező ország) előrenyomuló RPA-t, mert úgy érezték, hogy a francia nyelvű Ruandában ez a befolyásukat csökkenti (ez később be is következett).
Április 6. és július eleje között a megjósolhatatlanul gyors népirtásban hivatalosan 937.000 tuszi és mérsékelt hutu halt meg.

## A tuszi ellentámadás és a menekültválság
A Paul Kagame vezette tuszi Ruandai Hazafias Hadsereg (Rwandese Patriotic Army, RPA) betört a szomszédos Ugandából, és fokozatosan nyomult előre Kigali felé. Ekkor néhány francia katonai egység beavatkozott, de ők inkább a fegyveres erők népirtásban részt vett katonáit védték meg a tuszik bosszújától.

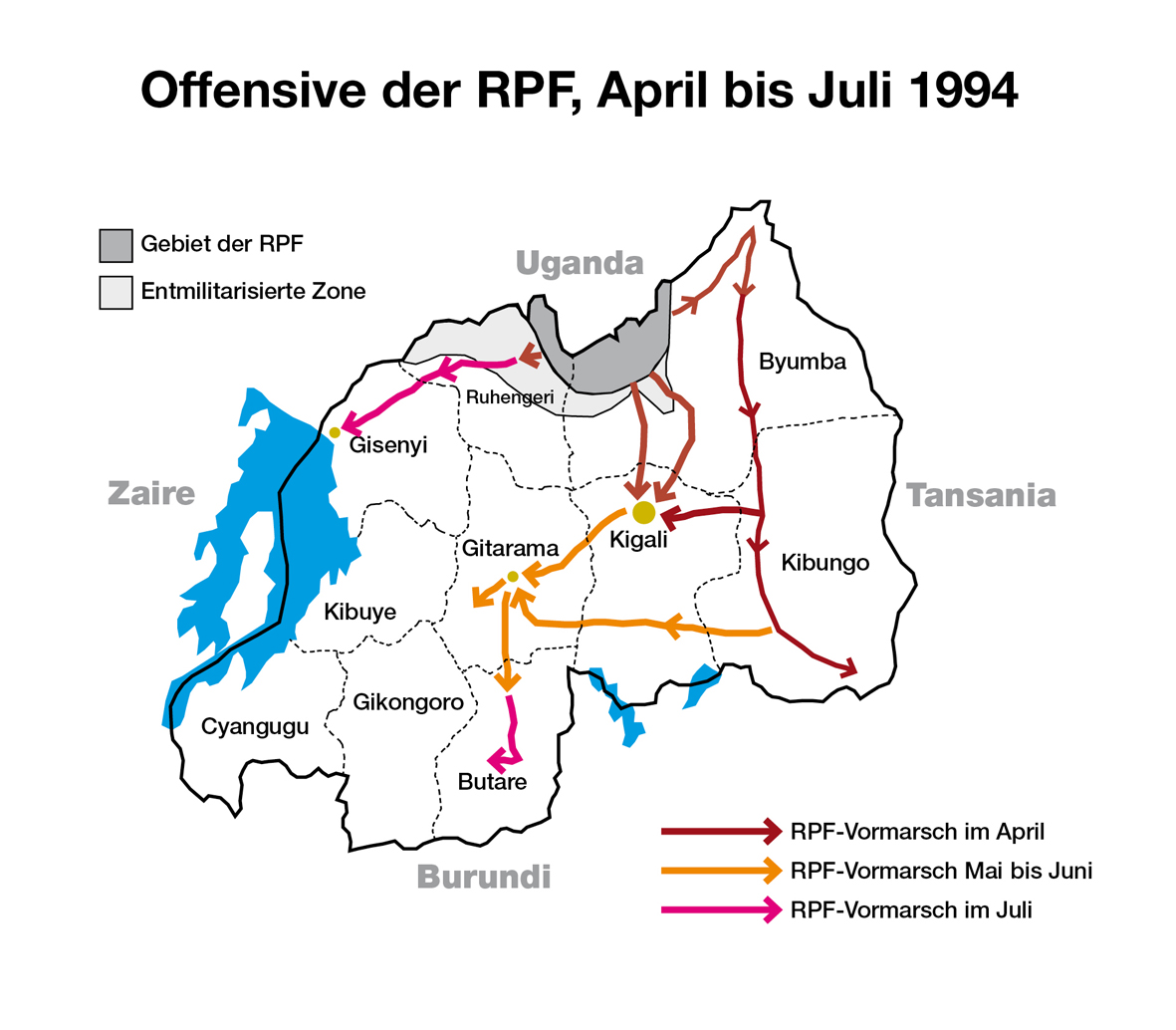
Az RPA offenzívája 1994 április-júliusban

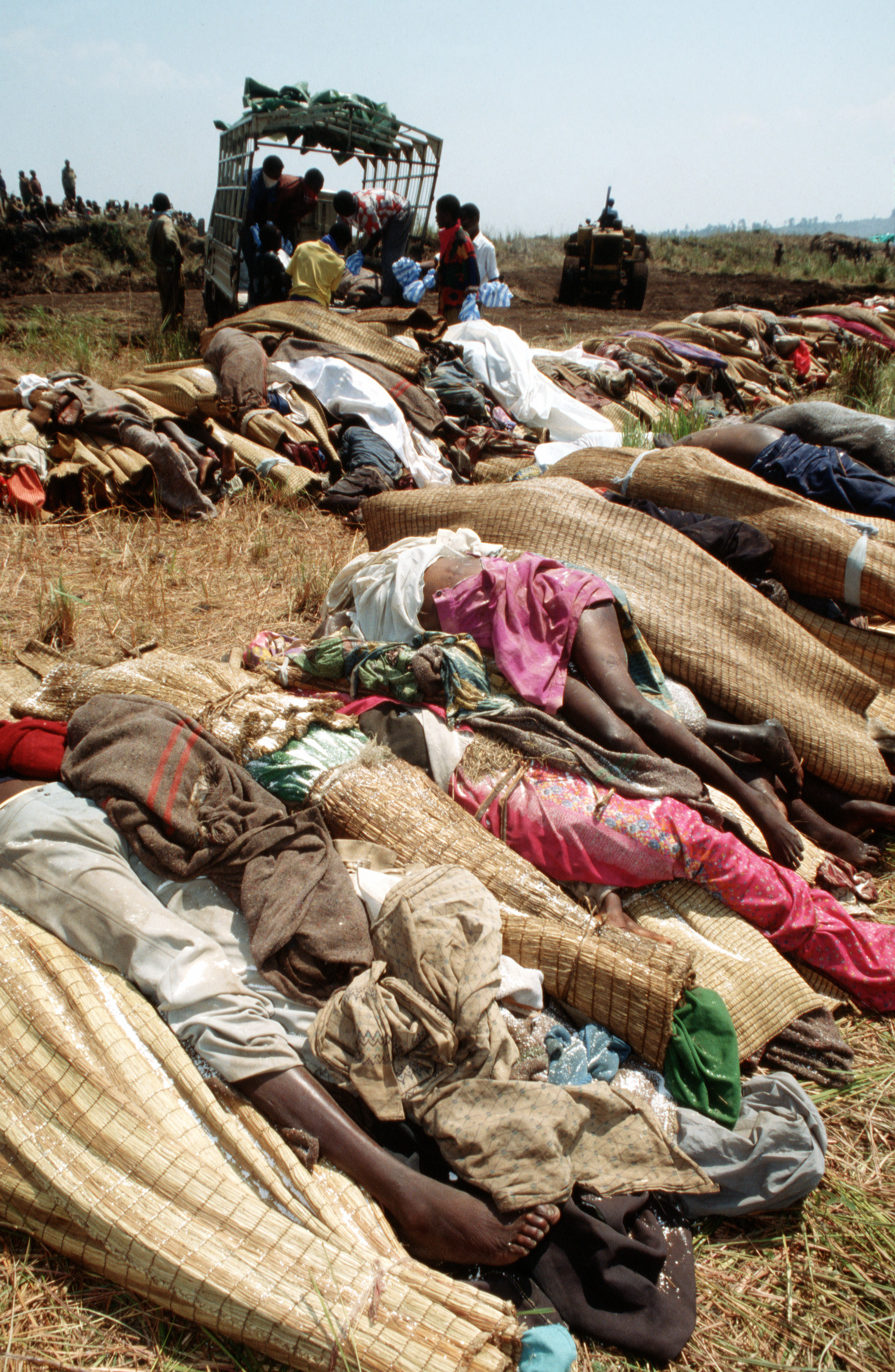
Legyilkolt tuszik holttestei egy ruandai út szélén.

1994 júliusában és augusztusában az RPA csapatai behatoltak Kigaliba, nem sokkal később elfoglalták az egész országot. A bevonuló tuszi csapatok nyomában kb. 600.000 tuszi menekült tért haza, és több, mint két millió hutu menekült el Ruandából, menekültválságot váltva ki az afrikai Nagy Tavak vidékén. A megrémült polgári lakosság vagy spontánul, vagy az omladozó hutu közigazgatás és hadsereg által (amelyek a civileket később élő pajzsként használták fel) kényszerítve Kelet-Zairéba (különösen Észak-Kivu tartományba), Tanzániába, Ugandába és Burundiba menekült. Velük tartottak a megdöntött ruandai közigazgatás, a hadsereg és a milíciák emberei is, akik idővel ellenőrzésük alá vonták a menekülttáborokat, terrorizálták az ott lakókat, emiatt a nemzetközi segélyszervezetek többsége ki is vonult onnan.
A tuszik megtorlásának szakértők szerint kb. 60.000 áldozata volt. Nehéztüzérséggel pusztították el Nyacyonga menekülttábort. A Zairéból frissen visszatértek ezreit gyilkolta meg az RPA a Kibeho táborban. Folytatta támadásait a hutu Interahamwe csapatok ellen, amelyek Kelet-Zairéba menekültek. Ebben az országban is hamarosan háborúk törtek ki (lásd: első kongói háború és második kongói háború).
Miután a tuszi RPF átvette a kormányt, Paul Kagame egy hutut, Pasteur Bizimungut helyezte az elnöki székbe. Sokan azt gondolták róla, hogy csak egy báb, de Bizimungu 2000-től kritizálta Kagame kormányának tevékenységét. Ekkor Kagame elmozdította posztjáról, és magát nevezte ki elnökké. Bizimungu azonnal alapított egy ellenzéki pártot (PDR), de ezt Kagame kormánya betiltotta. Bizimungut 2002-ben letartóztatták hazaárulásért, 15 év börtönre ítélték, de 2007-ben elnöki kegyelemmel szabadon bocsátották.
Az erőszak és annak emléke még most is érezhető az országban és a régióban, bár az ott járt turisták szerint megfelelő óvintézkedéseket betartva Ruanda látogatható.
A legfrissebb sajtóhírek szerint a gyűlöletkeltés még ma is szórványosan előfordul.

### A nemzetközi következmények
Mind az első (1996–1998), mind a második kongói háború gyökerei ebben a népirtásban keresendők, de ez az egyik fő oka a burundi polgárháborúnak is.
Ruanda stabilitása rendkívüli mértékben függ a Kelet-Kongóban és Burundiban uralkodó állapotoktól.
Burundiban az 1993–2006-os polgárháború eseményei összefüggenek az első és második kongói háborúval. Legkevesebb 300 000 burundi állampolgárt öltek meg. 2005 augusztusában a hutu születésű Pierre Nkurunzizát választották elnökké. Legkevesebb három tűzszünet volt a lázadó csoportok és a burundi hadsereg között: 2003-ban, 2005-ben és 2006 szeptemberében.
2008. augusztus 5-én a ruandai kormány egyik bizottsága azzal vádolta meg a francia hatóságokat, hogy tudtak a készülő népirtásról, sőt segítettek a szélsőséges hutuknak a népirtás kivitelezésében. A jelentés 33 magas rangú francia tisztviselőt nevez meg, akiket felelősség terhel a tragédiáért, beleértve François Mitterrand elnököt, Edouard Balladur miniszterelnököt, Alain Juppe külügyminisztert és fő segítőjét Dominique de Villepint (a későbbi külügyminisztert). „A francia katonák közvetlenül felelősek tuszik és a tuszik bujtatásával vádolt hutuk meggyilkolásáért” – írja a jelentés, melyet a ruandai Igazságügyi Minisztérium állíttatott össze.

## Igazságszolgáltatás: a Ruandai Nemzetközi Törvényszék és a gácsácsák
1994 és 1996 között a tuszik uralta új ruandai kormány bírósági eljárások során ítélte el a népirtás felelőseit, de atrocitásokra is sor került a hutuk ellen. A felszabadító hadműveletek nyomán berendezkedő, de azóta választások által megerősített új kormányzat kb. 120.000 ember letartóztatását rendelte el. Az igazságszolgáltatás azonban rendkívül lassan működött, hisz a bíróságoknak kevés adat állt rendelkezésükre a sokszor eldugott helyeken történt atrocitásokról. Ekkor döntés született a helyi hagyományoknak megfelelő népbíróságok, ún. gácsácsák létrehozásáról. A gácsácsák a korábban letartóztatott, de az eljárás idejére a falvaikba visszaengedett vádlottak meghallgatását biztosítják. A cél a bűncselekmények körülményeinek megismerése, a bűnösök megbüntetése, de a megbékélés elősegítése is a közösségi meghallgatás katartikus hatása révén. A tárgyalásokat egy bíró vezeti, akinek munkáját 5-6 ülnök segíti. Nincs sem ügyész, sem védőügyvéd, a falu minden tagja tanúskodhat úgy pro, mint kontra. A nyilvános tárgyalás végén a vádlottat a három bűnkategória valamelyikébe sorolják. Az első kategóriába olyan vádlottak tartoznak, akik a népirtásban uszító, szervező, irányító szerepet töltöttek be. Az ő ügyüket a népbíróság továbbküldi a központi bíróságnak. Azok, akiknek kezéhez „kisebb” gyilkosság (II. kategória), esetleg rablás, testi sértés, fosztogatás (III. kategória) tapad, helyben nyernek büntetést.
A népirtás idején magas katonai vagy közigazgatási beosztást viselő személyek ügyét az ENSZ által létrehozott, Tanzániában székelő nemzetközi törvényszék (ICTR) bírálja el, amely 1994 novemberében alakult. Az ICTR már több mint harminc ítéletet hozott, négy egykori miniszter ellen is, és öt vádlottat felmentett.
2008. december 18-án az ICTR Theoneste Bagosorát, az Interahamwe fő szervezőjét (a védelmi minisztérium volt kabinetfőnökét) életfogytiglani börtönbüntetésre ítélte háborús és emberiesség elleni bűntettekért. A bíróság bizonyítottnak látta, hogy Bagosora és két vádlott-társa vezette a hutu szélsőségesekből álló, a tuszik és mérsékelt hutuk meggyilkolásért felelős Interahamwe milíciát. Életfogytiglani börtönre ítélték még Anatole Nsegiyumvát és Alloys Ntabakuzét is.
Bagosorát 1996-ban Kamerunban tartóztatták le, miután megszökött a felelősségrevonás elől. A bíróság elutasította a védelem érvét, miszerint az öldöklés nem volt szervezett, ezért nem minősülhet népirtásnak.
Húszévi börtönbüntetést kapott Protais Zigiranyirazo üzletember, Habyarimana sógora, akit azzal vádoltak, hogy tagja a hutu elit családokat tömörítő Akazu közösségnek, a tuszik kiirtására szőtt összeesküvés irányítóinak.

## Megemlékezések

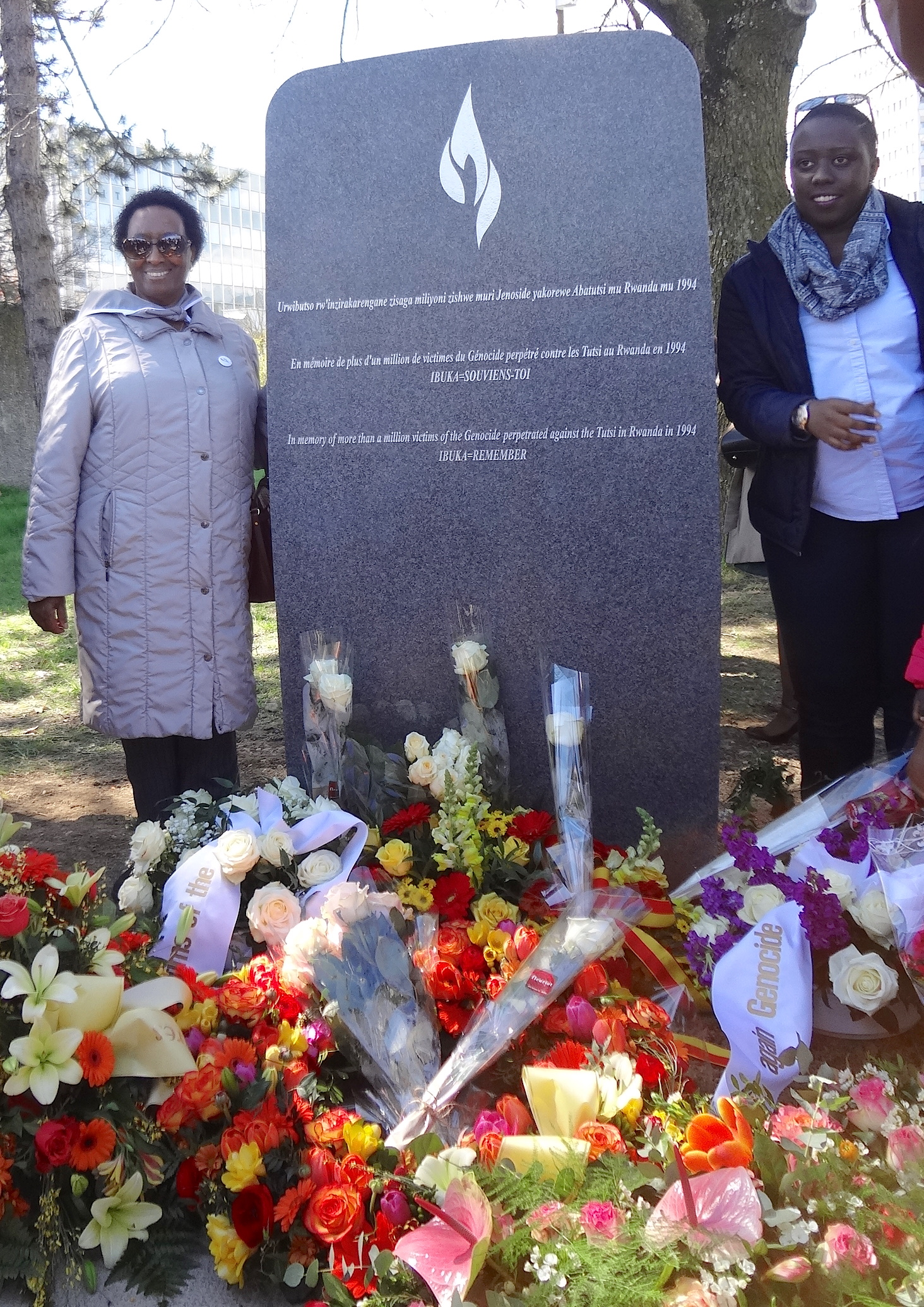
A népirtás emlékműve Genfben

A népirtásra Ruandában minden évben megemlékeznek. A megemlékezéseket kwibuka névvel illetik, ez a szó ugyanis kinyarvanda nyelven azt jelenti: „emlékezni”. Hat jelentős emlékhelyet is felavattak az országban: Kigaliban, Murambiban, Nyamatában, Biseseróban, Nyarubuyében és Ntaramában, sőt, 2019-ben a svájci Genfben is létesítettek egy emlékművet.

## Filmek
A ruandai népirtás számos irodalmi mű és film témája lett. Ezeknek nagy szerepük volt abban, hogy a világon széles körben megismerték az országban történt eseményeket. Az alábbi filmalkotások közül több elérhető magyar felirattal, illetve szinkronnal is.
- A béke fái – 1994 áprilisában négy különböző hátterű és hitű nő csapdába esik és bujkál a ruandai népirtás idején. A túlélésért folytatott harcuk minden nehézség ellenére a nőket megbonthatatlan testvériségben egyesíti.
- Hotel Ruanda – Egy film Paul Rusesabaginaról, a Hotel des Milles Collinnes vezetőjéről, aki Kigaliban több mint 1200 tuszinak és a mérsékelt hutunak adott menedéket.
- A kutyákat lelövik, ugye? – Egy film Christopher atyáról, aki az iskolájában szállásolta el a menekülő tuszikat.
- Április Ruandában  – Egy film két testvérről, akik ellenkező oldalon harcolnak és bemutatja a ruandai nép bátorságát és erejét.
- Elefántfű (In the Tall Grass), egy 2001-ben készült amerikai-ruandai dokumentumfilm Archiválva 2016. március 4-i dátummal a Wayback Machine-ben a népirtás utáni Ruanda egyik áldozatáról, a gyilkossággal vádolt szomszédjáról, és a helyi gácsácsáról.
- John Bosco Ruandája (dokumentumfilm, 1994, MTV)
- Szövetség az ördöggel (Shake Hands with the Devil) – 2007-ben készült kanadai film, amely Roméo Dallaire tábornok visszaemlékezései alapján készült, s főként az ENSZ-felelősségét firtatja. Rendezte: Roger Spottiswoode.
- Egy vasárnap Kigaliban (A Sunday in Kigali) – 2006-ban készült kanadai film, amely egy, a népirtás idején Ruandában dolgozó nyugati filmes, Bernard Valcourt és szerelme, Gentille megpróbáltatásairól szól.

## Könyvek
- Immaculée Ilibagiza – Megmaradtam hírmondónak (2019.) – Hogyan találtam meg Istent a ruandai népirtás viharában